# Chainaz-les-Frasses
Chainaz-les-Frasses  là một xã trong tỉnh Haute-Savoie thuộc vùng Auvergne-Rhône-Alpes đông nam Pháp.